# Harry Edwards (sociologue)
Pour les articles homonymes, voir Harry Edwards et Edwards.
Harry Edwards, né en 1942, est un sociologue américain.